# Santa Perpètua de Mogoda
Santa Perpètua de Mogoda – gmina w Hiszpanii, w prowincji Barcelona, w Katalonii, o powierzchni 15,69 km². W 2011 roku gmina liczyła 25 606 mieszkańców.